# Čuvari svirala
Čuvari svirala je glazbeni sastav kojeg su 2000. godine osnovali Damir Rakić, Zvonimir Matić i Danijel Stojan.

## Osnivanje
Za neuobičajeno ime sastava zaslužan je Zvonimir Matić, prvi basist grupe. Zvonimira je uskoro zamijenio Ivan Smoje, pa od tada djeluju u nepromijenjenom tročlanom sastavu. Od svog osnutka članovi sastava su nastupili na preko 300 koncerata diljem Hrvatske, Bosne i Hercegovine i Slovenije. Sudjelovali su na nekoliko koncerata humanitarnog karaktera, a 2006. godine nastupili su i na Splitskom festivalu s pjesmom "Put oko svijeta". Upravo 2006. godine snimili su svoj album prvijenac u splitskom studiju 'Tetrapak' pod producentskim vodstvom Ivice "Pipa" Čovića. Nakon poduljih pregovora s izdavačkim kućama obostrano zadovoljstvo pronašli su s Croatiom Records. Album ...do na kraj svijeta, izdan je upravo za Croatiu Records i u prodaji je od proljeća 2007. godine.
Do objave svog albuma šest-sedam godina svirali su obrade pjesama Zeppelina, Queena, Stonesa, Hendrixa, Azre i drugih sastava.

## Diskografija
- ...Do na kraj svijeta (2007.), Croatia Records[3]
- Bez nas, singl,[4]
- Gore (2013.), Croatia Records

## Članovi sastava
- Damir Rakić - gitara i vokal.
- Zvonimir Matić - bas-gitara
- Danijel Stojan - bubnjevi

Zvonimira Matića ubrzo nakon osnivanja zamjenjuje Ivan Smoje, koji u sastavu ostaje do danas.

## Vanjske poveznice
- Službene stranice  Arhivirana inačica izvorne stranice od 30. listopada 2008. (Wayback Machine)
- Facebook
- MySpace